# Textes et documents philosophiques
« Textes et documents philosophiques » est une collection de recueils de textes philosophiques destinés à l'usage des classes terminales, fondée en 1952 par l'inspecteur général de philosophie Georges Canguilhem et publiée à Paris par les éditions Hachette. De par ses thématiques et ses auteurs, elle accompagne le renouvellement de l'approche scolaire de la philosophie dans les années 1950, en particulier son ouverture aux sciences et son goût pour la lecture directe des documents. 

## Titres publiés
- Georges Canguilhem, Besoins et tendances, 1952.
- François Dagognet, Sciences de la vie et de la culture, 1953[3].
- Robert Derathé, La Justice et la violence, 1953.
- Gilles Deleuze, Instincts et institutions[4], 1953[5].
- Jean Svagelski, Les Affections et le sentiment, 1954.
- Jean Brun, La Conscience et l'inconscient, 1954.
- Pierre Picon, L'Œuvre d'art et l'imagination, 1955.
- Francis Courtès, La Science et la logique, 1955.
- Jacques Muglioni, Passions, vices et vertus, 1955.
- Jean-Loup Grateloup, Expérience et connaissance, 1957.
- Robert Pagès, Le Langage, 1959.
- Louis Guillermit, La Liberté, 1959.
- Suzanne Bachelard, Jean-Claude Cadieux et Georges Canguilhem, Introduction à l'histoire des sciences. 1 : Éléments et instruments, 1970 ; 2 : Objets, méthodes, exemples, 1971[6].